# Baltasar Íñigo
Baltasar Íñigo (Valencia, 1656 - 1746), sacerdote, matemático y físico español, uno de los novatores o preilustrados.

## Biografía
Doctor en Teología, era beneficiado de la Catedral de Valencia. Asistía a una tertulia que se reunía en la biblioteca del Marqués de Villatorcas (José de Castellví), y en torno a 1686 empezó a congregar en su casa una Academia Matemática con los interesados en esta disciplina, entre ellos personajes tan destacados como Tomás Vicente Tosca y Juan Bautista Corachán, siguiendo el modelo de las sociedades científicas europeas; se conservan algunos apuntes tomados por este último, aunque no actuaba como secretario de la misma. Por eso conocemos que no sólo se debatía sobre matemáticas, geometría o álgebra, sino también sobre física, mecánica, arquitectura civil y militar, balística, óptica e ingeniería. Los nombres en clave de los miembros de esta academia eran Didascalus (Íñigo), Euphyander (Corachán) y Phylomusus (Tosca). Esta academia se desplazó luego al Palacio del Alcázar.

## Obras
No se conserva ninguna obra de Baltasar Íñigo, hombre al que Corachán y Tosca consideraban su maestro, solamente un cuaderno con anotaciones a la segunda edición del Cursus seu Mundus Mathematicus (1680) de Claude François Milliet Dechales y su segundo tomo con glosas de su puño y letra, una tabla de ángulos de refracción, una tabla de alcances en el tiro de proyectiles en función del ángulo de tiro, una tabla de alturas solares y una reseña de un libro de Louis Joblot Descripción et usage de plusieur nouveaux Microscopes (1718).